# Liste des cours d'eau de la Suède
Liste des cours d'eau de la Suède, par ordre alphabétique.
- Haut – A
- B
- C
- D
- E
- F
- G
- H
- I
- J
- K
- L
- M
- N
- O
- P
- Q
- R
- S
- T
- U
- V
- W
- X
- Y
- Z

## A
- Abiskojåkka

- Ångermanälven
- Ätran

## B
- Byskeälven

## D
- Dalälven

## F
- Faluån
- Fyrisån

## G
- Göta älv

## H
- Helgeå
- Hemån
- Högvadsån
- Höje å

## I
- Indalsälven

## J
- Juktån

## K
- Kalixälven
- Kävlinge
- Klarälven
- Könkämäeno

## L
- Lagan
- Laisälven
- Lilla Luleälven
- Ljungan
- Ljungbyån
- Ljusnan
- Luleälven

## M
- Mieån
- Motala Ström
- Muonio

## N
- Nästån
- Nissan
- Norrström

## Ö
- Oreälven
- Österdalälven

## P
- Piteälven

## R
- Råån
- Rapaätno
- Rönne å
- Ronnebyån

## S
- Skellefteälven
- Stockholms ström
- Svartån

## T
- Tommarpaån
- Torne älv ou Torne
- Chutes de Trollhättan

## U
- Umeälven

## V
- Vanån
- Västerdalälven
- Vefsna
- Vindelälven
- Viskan
- Voxnan

## Sources
- (sv) « http://www.smhi.se/sgn0102/n0204/vdragreg.pdf »(Archive.org • Wikiwix • Archive.is • Google • Que faire ?)
- (sv) « http://www.secretcreeks.com/river_facts.htm?f »(Archive.org • Wikiwix • Archive.is • Google • Que faire ?)